# Mojokambang
Mojokambang is een bestuurslaag in het regentschap Jombang van de provincie Oost-Java, Indonesië. Mojokambang telt 2223 inwoners (volkstelling 2010).